# 303 هـ
303 هـ هي سنة في التقويم الهجري امتدت مقابلةً في التقويم الميلادي بين سنتي 915 و916.

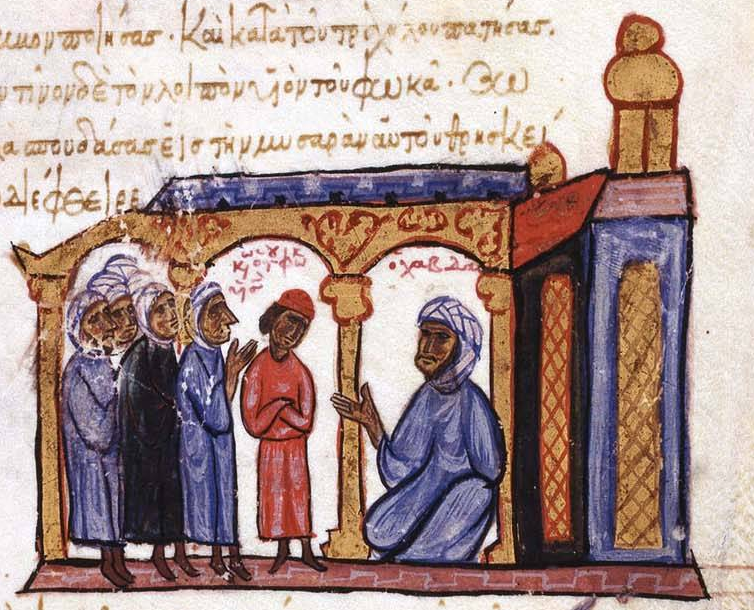
سيف الدولة الحمداني

## مواليد
- أبو الطيب المتنبي.
- سيف الدولة الحمداني.

## وفيات
- أبو علي الجبائي
- أحمد بن فرح
- رويم بن أحمد
- محفوظ بن محمود

- أبو عبد الرحمن أحمد بن شعيب النسائي مصنف كتاب السنن في الحديث